# Savona
Savonaⓘ (wym. [saˈvona], pol. uproszczona: sawona) – miasto i gmina we Włoszech, w regionie Liguria, w prowincji Savona.

## Lokalizacja
Położone jest na Rivierze Ligure di Ponente, u zbiegu strumieni Lavanestro i Letimbro, na skrzyżowaniu dwóch autostrad: autostrady dei Fiori (od Genui do Ventimiglii) i autostrady A6 (od Turynu do Savony). Znajduje się około 55 km na zachód od Genui. Graniczy od północy z gminą Cairo Montenotte, od południa z Morzem Liguryjskim, na zachodzie z Cairo Montenotte, Altare, Quiliano i Vado Ligure, na wschodzie z Albisola Superiore i Albissola Marina.
Według danych na rok 2012 gminę zamieszkiwało 60 779 osób, 927,22 os./km².

## Podział
Gmina obejmuje, oprócz stolicy, miejscowości: Bosco delle Ninfe, Ciantagalletto, Ciatti, Cimavalle, Concaverde, Galleria Ranco, Madonna del Monte, Maschio, Montemoro, Naso di Gatto, San Bartolomeo al Bosco, San Bernardo in Valle, Santuario.

## Historia
Osada, która nazywała się Savo istniała już w połowie epoki brązu. Położona była na wzgórzu Priamar, w pobliżu ujścia górskiego strumienia zwanego Levianola. Już w czasie II wojny punickiej, Kartagińczycy wzmocniły zabytkowe centrum Liguri Sabazi jako alternatywa dla rzymskiej Genui. Około 180 p.n.e. Rzym zdołał podporządkować sobie miasto i nazwał go Savo Oppidum Alpinum. Ale w czasach rzymskich Savona nie raz próbowała przejąć rolę głównego portu Ligurii należącej Genui.
Wraz z upadkiem Cesarstwa Rzymskiego po V wieku miasto zostało zniszczone przez inwazję Herulów i Gotów. Po wojnie gotyckiej podporządkowane przez Bizancjum, co spowodowało krótkie ożywienie, które trwało aż do 641, kiedy zostało podbite przez króla Longobardów Rotari. Potem stał się częścią Królestwa Longobardów, w składzie Księstwa Liguryjskiego, ze stolicą w Genui. Rozwój miasta sprzyjało zbudowanie przez mnichów irlandzkich klasztoru Lodisio. Następnie, już pod panowaniem króla Franków Karola Wielkiego miasto stało się siedzibą powiatu i wznowiono handel na morzu. W latach 1131–1191 był częścią Margrabstwa Savona, którym rządzili Aleramici a później Saluzzo i Monferrato.
Po zaciętych walkach z Saracenami, podczas których zostały wzniesione szereg wież obronnych, 10 kwietnia 1191 roku stało się wolnym miastem. W XI wieku Savona początkowo sprzymierzyła się z Republiką Morską Genui. Szczyt rozwoju gospodarczego miał miejsce w okresie, w którym na papieży zostali wybrani członkowie lokalnego rodu della Rovere: Francesco della Rovere (jako Sykstus IV; 1471-1484) i Giuliano della Rovere (jako Juliusz II; 1503-1513), którzy wspierali miasto z hojnych datków.
W 1528 miasto całkowicie zostało podbite przez władców genueńskich Andreę Dorię i Antoniotta II Adorno. Oprócz licznych ofiar został zniszczony starożytny akropol z pobliskiej katedry Santa Maria di Castello oraz inne budynki i kościoły, a także większość wież obronnych. Największą katastrofą było zniszczenie portu morskiego, który na początku XIV wieku był wśród pięciu największych portów śródziemnomorskich przyjmujących duże statki handlowe. W 1543 roku genueńczycy wzmocnili fortyfikacje. Nowa forteca zajęła miejsce starej katedry, a jego najbardziej znanym więźniem był Giuseppe Mazzini.
W XIII wieku - niezależna gmina w sojuszu z Genuą. W XVIII w. miasto wznowiło swoją działalność na morzu. Z rozkwitem handlu Savona wzbogaciła się nowymi dziełami sztuki, powstały nowe pałace, domy i kościoły.
W 1796 miasto zostało zajęte przez wojska Napoleona Bonaparte pod przywództwem generała Laharpe. W latach 1809–1812 w Savonie był uwięziony papież Pius VII. Savona została stolicą francuskiego departamentu Montenotte lub nr 108. W 1815 roku Kongres wiedeński ustalił aneksję Republiki Liguryjskiej do Królestwa Sardynii, w składzie którego 17 marca 1861 roku Savona stała się częścią nowo powstałego Królestwa Włoch.
W czasie II wojny światowej miasto doznało ogromnego bombardowania z powietrza z powodu obecności przemysłu wojennego i portu, co spowodowało poważne szkody, szczególnie w najstarszych dzielnicach na terenie portu. 14 czerwca 1940 r. było szczególnie intensywne było bombardowanie francuskiej marynarki wojennej. Ponad pięćset pocisków artylerii puszczono w stronę Savony, którą dzielnie ale bezskutecznie broniła bateria nadbrzeżna i zbrojny pociąg stacjonujący w Albisola Superiore. Miasto zostało wyróżnione orderami za ofiary swoich ludzi oraz swoje działania w walce partyzanckiej w czasie II wojny światowej.

## Zabytki

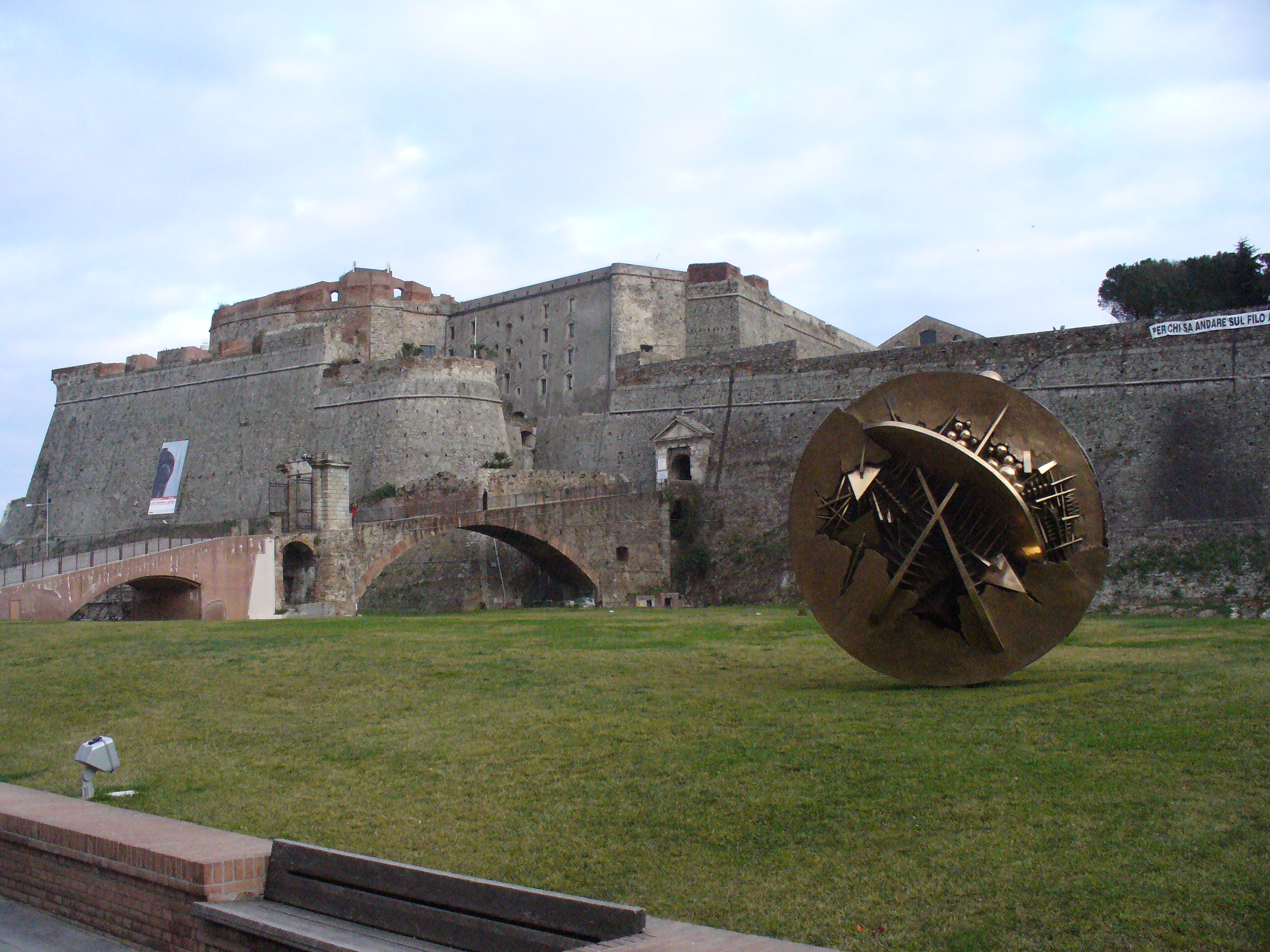
La fortezza del Priàmar

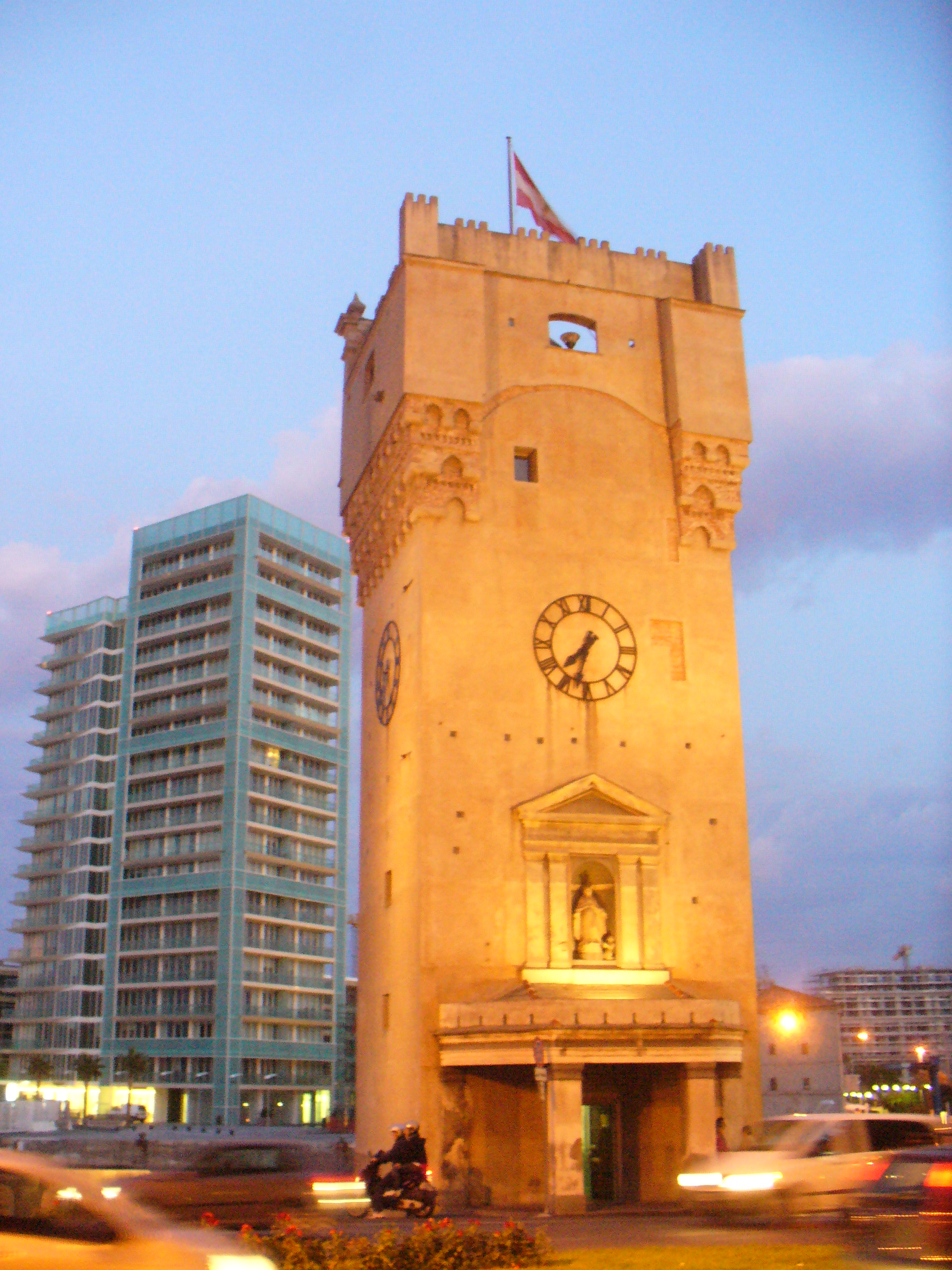
La Torre Leon Pancaldo

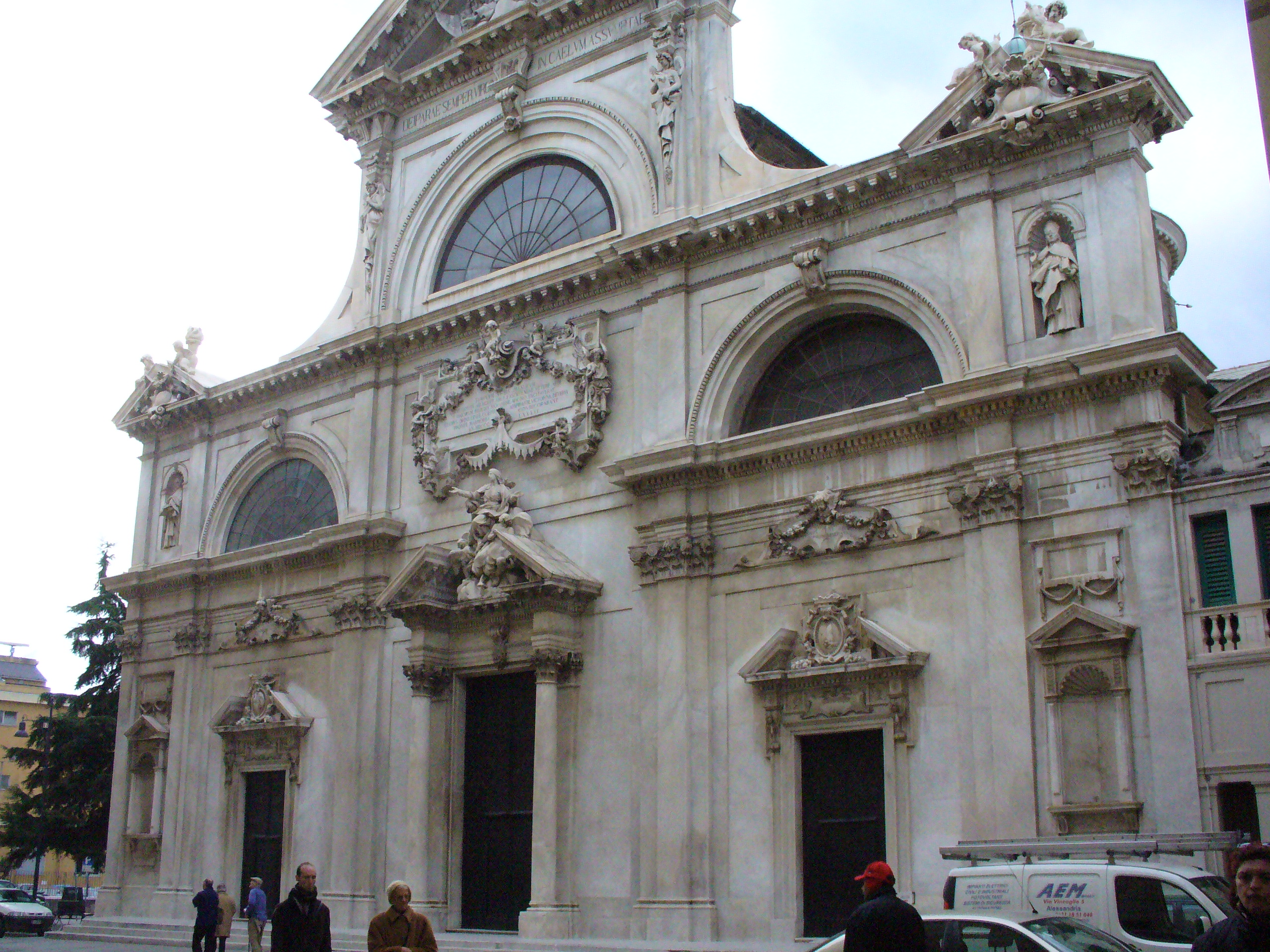
La cattedrale dell'Assunta

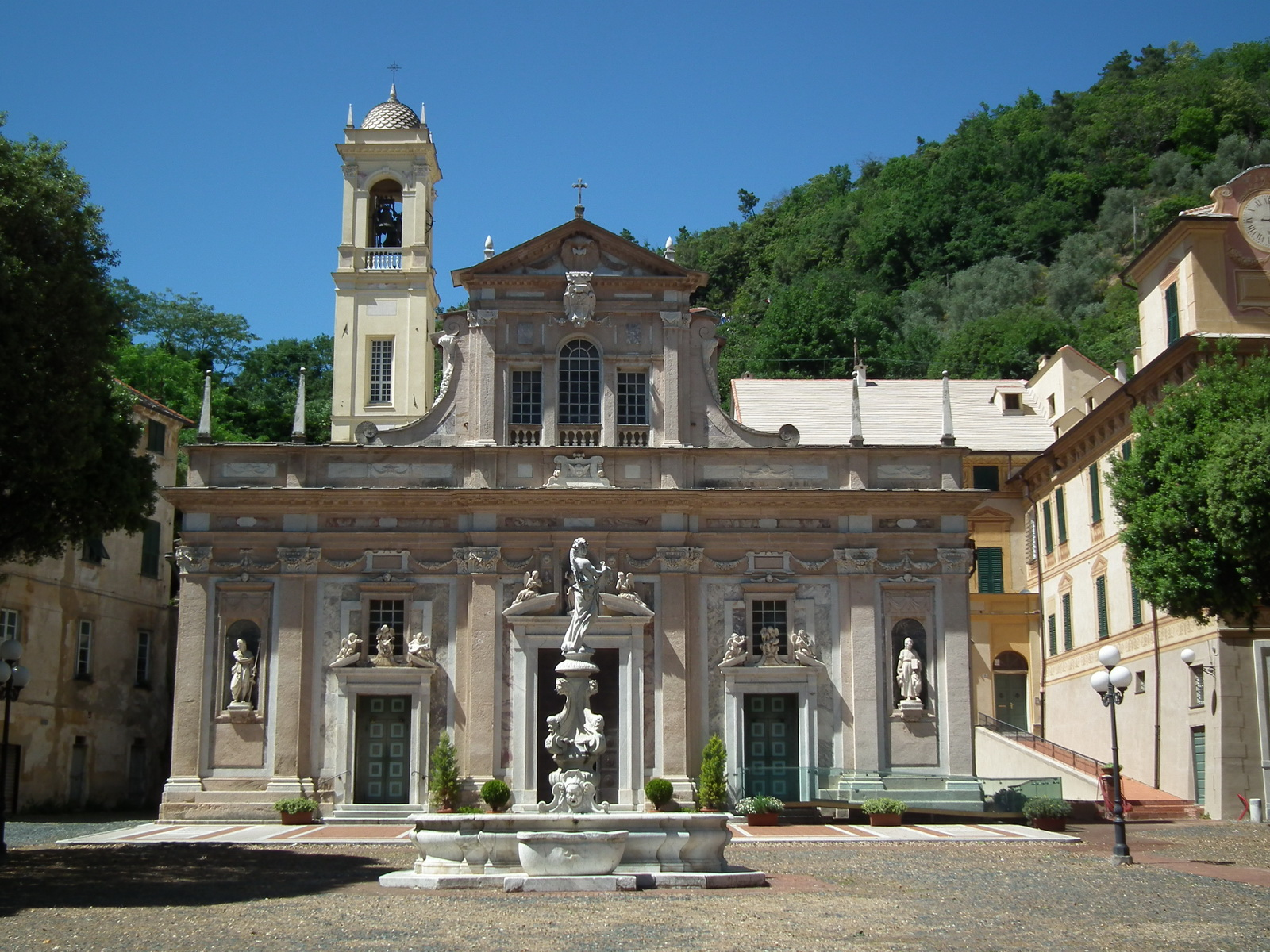
Il santuario di Nostra Signora della Misericordia

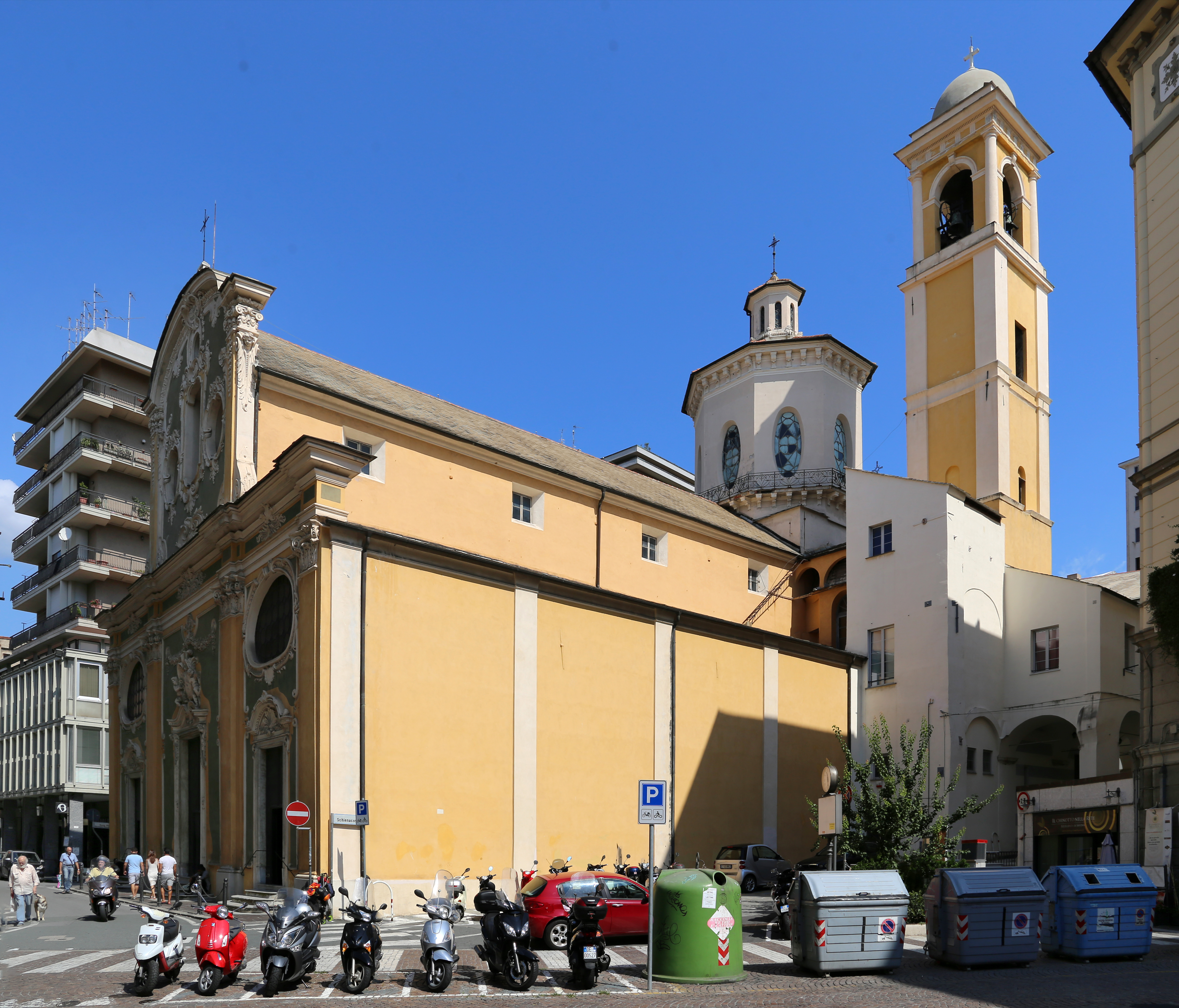
La chiesa di San Giovanni Battista

Z najciekawszych zabytków Savona można wyróżnić:
- twierdza genueńska XVI wieku Priamar.
- średniowieczne wieże (Torre Leon Pancaldo, Torre del Brandale, Torri Riario e Corsi).
- nowa katedra wybudowana w latach 1589–1602 (La cattedrale dell’Assunta).
- Kaplica Sykstyńska w Savonie w sąsiedztwie katedry, wybudowana przez papieża Sykstusa IV w latach 1481–1483 jako mauzoleum do domu groby jego rodziców z rodziny Della Rovere.
- kościół św. Jana Chrzciciela w San Domenico z XVI wieku (Chiesa di San Giovanni Battista).
- kościół z ołtarzem Vincenzo Foppa obok fortecy (Oratorio di Nostra Signora di Castello).
- wielkie sanktuarium Panny Marii wzniesiony w miejscu objawienia Matki Bożej miejscowemu pasterzowi w marcu 1536 (Santuario di Nostra Signora della Misericordia).
- inne liczne kościoły.
- pałac Della Rovere zbudowany w latach 1495–1497 przez kardynała Giuliano della Rovere, późniejszego papieża Juliusza II.
- pałac Gavotti, położony w samym sercu zabytkowego centrum miasta, jest siedzibą Miejskiej Galerii Sztuki.
- pałac Ferrero-Colonna-Cambiaso (Villa Cambiaso), w którym przebywał Napoleon Bonaparte i modlił się papież Pius VII.
- pałac Delle Piane. Bajkowa architektura jest również znana jako „pałac balonów”, ponieważ na dachu znajduje się sześć dużych balonów miedzianych.
- pałac dei Pavoni zbudowany w 1910 roku, łączy duże gładkie powierzchnie z kolorowymi wkładkami ceramicznymi.
- pomnik Rintocchi e Memorie. Każdego dnia o godzinie 18 na placu Goffredo Mameli oddając hołd poległym wszystkich wojen dzwoni 21 dzwonków, po jednym dla każdej litery alfabetu włoskiego. Nazywany przez obywateli jako pomnik pokoju.
- fontana Lotta tra uomo e lo squalo. Znana jako fontanna del Pesce i została zbudowana w 1965 roku na Placu Marconi, tłumaczona jako „Walka pomiędzy człowiekiem i rekinem”.
- pomnik Giuseppe Garibaldiego.
- w sąsiedztwie Savony znajduje się dom udokumentowany jako własność Domenico Colombo, ojca Krzysztofa Kolumba, gdzie mieszkał znany żeglarz przez wiele lat w młodości.

W XVII–XVIII wieku Savona była największym ośrodkiem produkcji majoliki. W miejscowym muzeum zebrana bogata kolekcja fajansu.

## Przemysł
Port Savona odgrywa bardzo ważną rolę w gospodarce miasta. Jest on dużym ośrodkiem w ruchu towarowym i pasażerskim, drugi po Genui port co do wielkości w Ligurii. Rozładunkowy port morski działający w synergii oferuje towary dla przemysłu na śródlądowych zapleczu Piemontu i Lombardii. Również obiekt przyjmuje co roku około 1 mln turystów, do których należy dodać prawie 2 miliony pasażerów z Ferry Terminal Portu Vado (tylko w sezonie letnim, dane z 2006 r.).
18 kilometrowa kolejka linowa, która łączy terminal węglowy w porcie Savona w koksownią San Giuseppe w Cairo Montenotte, w czasie budowy (1910–1913) była najdłuższą kolejką linową w Europie (obecnie jest trzecia).
Savonie przypisuje się wynalezienie mydła twardego, warto zwrócić uwagę na podobieństwo nazwy miasta z francuską wymową Savon (mydło).
W miejscowości znajduje się stacja kolejowa Savona, funkcjonuje miejska komunikacja autobusowa.

## Sport
- Savona 1907 FBC
- Rari Nantes Savona
- Speranza FC 1912
- Foot-Ball Club Veloce 1910
- Stadio Valerio Bacigalupo

## Miasta partnerskie
- Saona, Dominikana
- Bayamo, Kuba
- Villingen-Schwenningen, Niemcy
- Mariupol, Ukraina